# Flavoperla dao
Flavoperla dao är en bäcksländeart som beskrevs av Bill P.Stark och Ignac Sivec 2008. Flavoperla dao ingår i släktet Flavoperla och familjen jättebäcksländor. Inga underarter finns listade i Catalogue of Life.